# Gran Torino
Gran Torino je americký film režiséra Clinta Eastwooda z roku 2008. Eastwood se v něm po čtyřech letech od natočení Million Dollar Baby vrací do filmu opět jako herec. Prohlásil však, že se jedná o poslední film, v němž bude hrát. Vedle Clinta Eastwooda ve filmu hraje několik amerických Hmongů a také jeho mladší syn Scott. Jeho starší syn Kyle se postaral o hudbu.
Příběh vypráví o Waltu Kowalskim, ovdovělém veteránovi z korejské války, který se odcizil své rodině a je naštvaný na celý svět. Waltův hmongský soused Thao se pokusí ukrást Waltovo cenné auto Gran Torino z roku 1972, aby se dostal do bratrancova gangu. Později se Walt s Thaem i jeho rodinou sblíží.
Gran Torino bylo kriticky i komerčně úspěšné. V celosvětovém měřítku film vynesl více než 326 milionů USD.

## Příběh
Walt Kowalski, Američan polského původu, bývalý zaměstnanec Fordu v důchodu a veterán z korejské války, právě ovdověl, což ještě více zhoršilo vztah s rodinami jeho synů. Město Highland Park v Michiganu, dříve obydlené bělošskými dělnickými rodinami, je nyní domovem chudých asijských imigrantů, a také místem s vysokou kriminalitou, kterou způsobují pouliční gangy.
Rodina hmongských přistěhovalců Vang Lorových sousedí s Waltem. Členy této rodiny jsou sourozenci Sue a Thao. Jejich bratranec Thaa přemlouvá, aby vstoupil do místního pouličního gangu. Nejdříve však musí ukrást Waltovo auto Gran Torino. Walt ale oknem v garáži zahlédne světlo z Thaovy baterky a s puškou v ruce ho vyžene.
Gang se pak snaží Thaa napadnout, protože odmítl stát se jedním z nich. Jeho rodina se ho snaží bránit a potyčka se dostane až na trávník před Waltovým domem. Ten jim začne opět vyhrožovat puškou, načež gang odejde. Místní rodiny ho potom považují za hrdinu.
Walt později zachrání Sue před třemi černošskými mladíky a Sue se s ním spřátelí. Jeho rasistických poznámek si nevšímá a vysvětluje mu mnohé z historie Hmongů.
Aby odčinil pokus o krádež Waltova auta, musí mu Thao pomáhat. Ten ho posílá pracovat pro ostatní lidi v ulici. Postupem času mu Walt sežene i stálejší práci.
Když Walt z ničeho nic začne vykašlávat krev, zajde k doktorovi. Podle výsledků je jeho stav vážný.
Jednou je při cestě z práce Thao napaden bratrancovým gangem. Walt zakročí a na jednoho ze členů gangu zaútočí.
Aby se gang pomstil, prostřílí dům Vang Lorových a znásilní Sue. Policie se tím však nemůže zabývat, protože Vang Lorovi odmítli vypovídat. Tento incident Walta rozčílí a při rozhovoru s otcem Janovichem poznamená, že Sue a Thao nebudou mít klid, dokud bude tento gang v okolí.
Druhý den Thao navštíví Walta, aby mu pomohl pomstít se. Walt souhlasí, ale vysvětlí mu, že se všechno musí pečlivě naplánovat. Pošle ho tedy domů s tím, aby se vrátil později odpoledne. Mezitím si Walt zajde k holiči, kterému nechá nezvykle vysoké spropitné, a také do kostela ke zpovědi, aby tak splnil jedno z posledních přání své ženy. Otec Janovich ho vyslechne, ale stejně ho podezírá, že plánuje pomstu. Walt mu přizná pouze pár zanedbatelných hříchů. Když se vrátí domů, lstí zamkne Thaa ve sklepě. Nechce totiž, aby byl svědkem zabíjení. Prozradí mu svůj největší hřích, který ho pronásleduje celý život - během korejské války zabil mladého vojáka, který se mu vzdával.
Mezitím otec Janovich kontaktuje policii, aby sídlo gangu hlídala. Ta ale po několika hodinách, kdy se nic nestalo, odjíždí.
V noci se Walt postaví členům gangu před jejich domy tak, aby získal pozornost všech sousedů. Poté, co je všichni sledují, prohodí Walt několik zastrašujících poznámek a gest, dá si cigaretu do úst a požádá gang o oheň. Pak provokativně sáhne do bundy, jako by vytahoval zbraň. Gang se lekne a začne do něj střílet. Walt padne mrtvý k zemi a v ruce drží svůj zapalovač.
Thao a Sue, která bratra osvobodila ze sklepa, záhy přijedou na místo v Gran Torinu. Policista je informuje, že gang na Walta zaútočil i přes to, že nebyl ozbrojen. Střelbu viděli všichni v okolí, což stačilo k usvědčení všech členů gangu. Ti tak stráví mnoho let za mřížemi a nebudou dále ohrožovat okolí. To vše jen díky Waltově oběti.
Waltova pohřbu se neúčastní pouze jeho rodina, ale také Thao a Sue spolu s mnoha členy hmongské komunity. V závěti zanechal Walt svůj dům kostelu otce Janoviche a své Gran Torino Thaovi. Film končí scénou, kde Thao řídí své Gran Torino a společnost mu dělá Waltův labrador Daisy.

## Obsazení
| Clint Eastwood (dabing Ladislav Županič)    | Walt Kowalski    |
| Bee Vang (dabing Oldřich Hajlich)           | Thao Vang Lor    |
| Ahney Her (dabing Jolana Smyčková)          | Sue Lor          |
| Christopher Carley (dabing Michal Michálek) | kněz Janovich    |
| Doua Moua (dabing Vojtěch Hájek)            | Spider           |
| Sonny Vue (dabing Marek Libert)             | Smokie           |
| Brian Haley (dabing Martin Zahálka)         | Mitch Kowalski   |
| Brian Howe (dabing Ludvík Král)             | Steve Kowalski   |
| Geraldine Hughes (dabing Zuzana Slavíková)  | Karen Kowalski   |
| Dreama Walker (dabing Veronika Veselá)      | Ashley Kowalski  |
| Michael E. Kurowski (dabing Libor Bouček)   | Josh Kowalski    |
| John Carroll Lynch (dabing Ludvík Král)     | holič Martin     |
| Chee Thao                                   | babička Vang Lor |
| Choua Kue (dabing Veronika Veselá)          | Youa             |

## Výroba
Režisérem filmu Gran Torino je Clint Eastwood a autorem příběhu Nick Schenk. Film byl pro distributora Warner Bros vyroben společnostmi Village Roadshow Pictures, Media Magik Entertainment a Malpaso Productions, ze které pocházejí také producenti Robert Lorenz a Bill Gerber. Třetím producentem byl Clint Eastwood. Původní scénář se inspiroval předměstími města Minneapolis v Minnesotě, ale tvůrci se rozhodli film natočit v Michiganu. Snímek se tak stal jedním z prvních, který využil výhodu nového michiganského zákona, jenž poskytl filmařům podněcující balíčky.. Natáčení začalo v červenci 2008. Mezi natáčecí lokality patřili Highland Park, Detroit, Center Line, Warren, Royal Oak a Grosse Pointe Park v Michiganu. Při natáčení se Hmongové angažovali jako herci, asistenti výroby, konzultanti a komparz.
Na začátku devadesátých let se Schenk díky práce v Minnesotě seznámil s hmongskou historií a kulturou. O pár let později přemýšlel, jak rozvinout příběh ovdovělého veterána z korejské války, který se snaží vyrovnat se změnami ve svém okolí. Nakonec se rozhodl. že do jeho sousedství zasadí hmongskou rodinu. Spolu s Davem Johannsonem pak celý příběh sepsali. Schenk následně poslal scénář Billu Gerberovi ze společnosti Warner Bros. Eastwood se mohl projektu zúčastnit jen díky tomu, že natáčení filmu Invictus: Neporažený bylo odloženo na rok 2009.
Warner Bros. navrhlo, aby se kvůli lepším filmařským podmínkám natáčelo v Michiganu. Podle producenta Roberta Lorenze bylo místo natáčení změněno z toho důvodu, že je Kowalski bývalým zaměstnancem továrny na auta. Na přání Clinta Eastwooda měli ve filmu účinkovat hmongští herci, a tak vedoucí castingu Ellen Chenoweth oslovila hmongské organizace především v Detroitu, Fresnu a Saint Paul, kde žijí velké hmongské komunity. Bee Vang byl objeven v Saint Paul a Ahney Her v Detroitu.

## Ocenění
American Film Institute zařadil Gran Torino mezi 10 nejlepších filmů roku 2008. Výkon Clinta Eastwooda si také vysloužil uznání. Získal cenu za Nejlepšího herec od National Board of Review, nominaci za nejlepší herecký výkon si vysloužil od Broadcast Film Critics Association a Chicago Film Critics Association Awards. Původní píseň "Gran Torino" byla nominována na Zlatý glóbus jako Nejlepší původní píseň. Hudbu k této písni složil Clint Eastwood, Jamie Cullum, Kyle Eastwood a Michael Stevense. Slova napsal Jamie Cullum. Přes mnohá ocenění nebyl tento film nominován na žádného Oscara, což bylo mnohými kritizováno.